# Air Nunavut

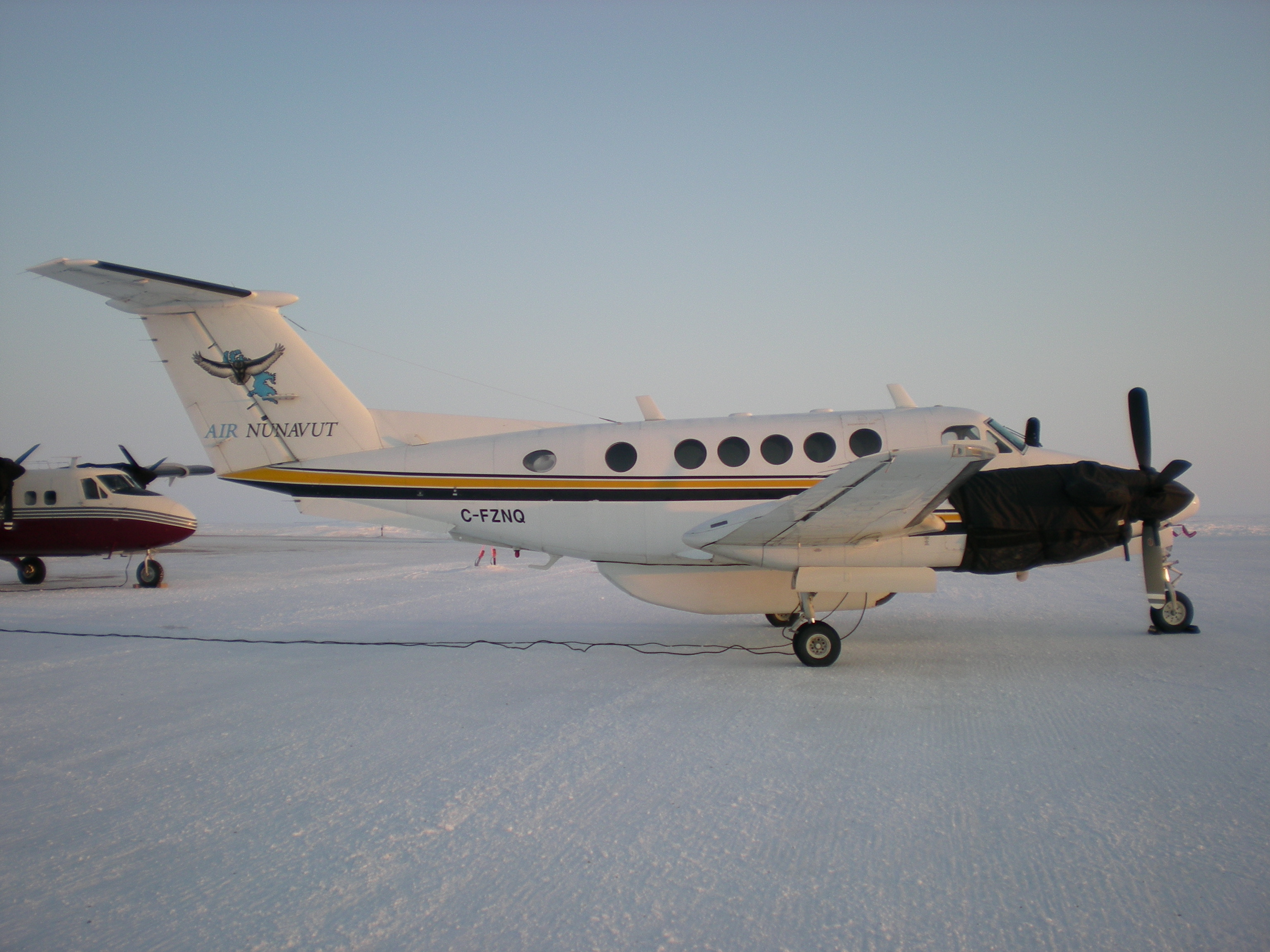
Beechcraft Super King Air 200 Air Nunavut в Аеропорту Кеймбрідж-Бей

Air Nunavut — канадська авіакомпанія місцевого значення зі штаб-квартирою в місті Ікалуїт (Нунавут), що належить спільноті інуїтів і працює на ринку чартерних авіаперевезень на територіях східної канадської Арктики, північного Квебеку і Гренландії. Компанія також забезпечує перевезення швидкої медичної допомоги за даними територіями.
Як головний хаб авіакомпанія використовує Аеропорт Ікалуїт.

## Історія
Авіакомпанія була утворена в 1989 році під ім'ям Air Baffin для здійснення чартерних рейсів в місто Ікалуїт. У травні 1992 року було відкрито кілька регулярних рейсів, які згодом були замінені чартерними і сезонними рейсами.

## Флот
За даними Міністерства транспорту Канади в червні 2009 року повітряний флот Air Nunavut складався з таких літаків: